# District de Cémaco
Le district de Cémaco est l'une des divisions qui composent la comarque Emberá-Wounaan, au Panama.

## Description
Le district a une superficie de 3 097,5 km2 et une population de 7 715 habitants (au recensement de 2010), avec une densité de population de 5,05 habitants/km2. Elle est située dans la région du Darién.

## Division politico-administrative
Elle est composée de quatre corregimientos :
- Cirilo Guaynora
- Lajas Blancas (es)
- Manuel Ortega (es)
- Unión Chocó

## Crédit d'auteurs
- (es) Cet article est partiellement ou en totalité issu de l’article de Wikipédia en espagnol intitulé « Distrito de Cémaco » (voir la liste des auteurs).